# سیارک ۱۷۷۵
سیارک ۱۷۷۵ (به انگلیسی: 1775 Zimmerwald، نامگذاری:1969JA) هزار و هفتصد و هفتاد و پنجمین سیارک کشف شده‌است که در ۱۳ مه ۱۹۶۹ کشف شد.
قدر مطلق سیارک برابر ۱۲٫۱۰ است.